# Arthonia phaeophysciae
Arthonia phaeophysciae är en lavart som beskrevs av Grube & Matzer. Arthonia phaeophysciae ingår i släktet Arthonia och familjen Arthoniaceae.  Arten är reproducerande i Sverige. Inga underarter finns listade i Catalogue of Life.